# René Préval
René Garcia Préval (Porto Príncipe, 17 de janeiro de 1943 – 3 de março de 2017) foi o presidente da República do Haiti de 7 de fevereiro de 1996 até 1 de fevereiro de 2001, e também entre 14 de maio de 2006 até 14 de maio de 2011. Foi o único chefe de estado haitiano eleito democraticamente que terminou o mandato e entregou voluntariamente o poder. É um dos líderes políticos mais destacados da história atual do Haiti.
Preval venceu as eleições presidenciais haitianas de 1995 com 87,9% dos votos.

## Carreira política
Era pai de duas filhas e cursou Agronomia nas universidades de Gembloux e Lovaine, na Bélgica, e Ciências Geotérmicas na Universidade de Pisa. Foi exilado com sua família por oposição ao satanismo teísta de François Duvalier, chamado também "Papa Doc". Viveu durante cinco anos em Nova York, retornando a seu país participando dos Comitês Cívicos de Resistência da ditadura de Baby Doc (Jean-Claude Duvalier), filho de Papa Doc. Após a queda do ditador passou a trabalhar no instituto nacional para os recursos minerais.
Fundou o grupo "Honra e Respeito pela Constituição", que empolgavam intelectuais de esquerda. De 1987 a 1991, presidiu o Comité Pa Bliyé, centrado na investigação do paradeiro dos desaparecidos durante o regime de Papa Doc e Baby Doc.
Em sua meteórica ascensão política, Preval militou na associação de caridade "La Fanmi Selavi" (ou "La Famille c'est la Vie", "A Família é a Vida), o Comitê de Ação Democrática, e depois passou a integrar o partido Lavalas, cujo líder máximo é Jean-Bertrand Aristide.
Préval conseguiu de maneira democrática mediante eleições o cargo de primeiro-ministro, na chapa de Jean Bertrand Aristide como presidente em 1991 desde 13 de fevereiro até 11 de outubro de 1991. Teve de retornar ao exílio após o golpe de estado desse mesmo ano contra seu governo e nele se impôs a força militar de Raoul Cedras.

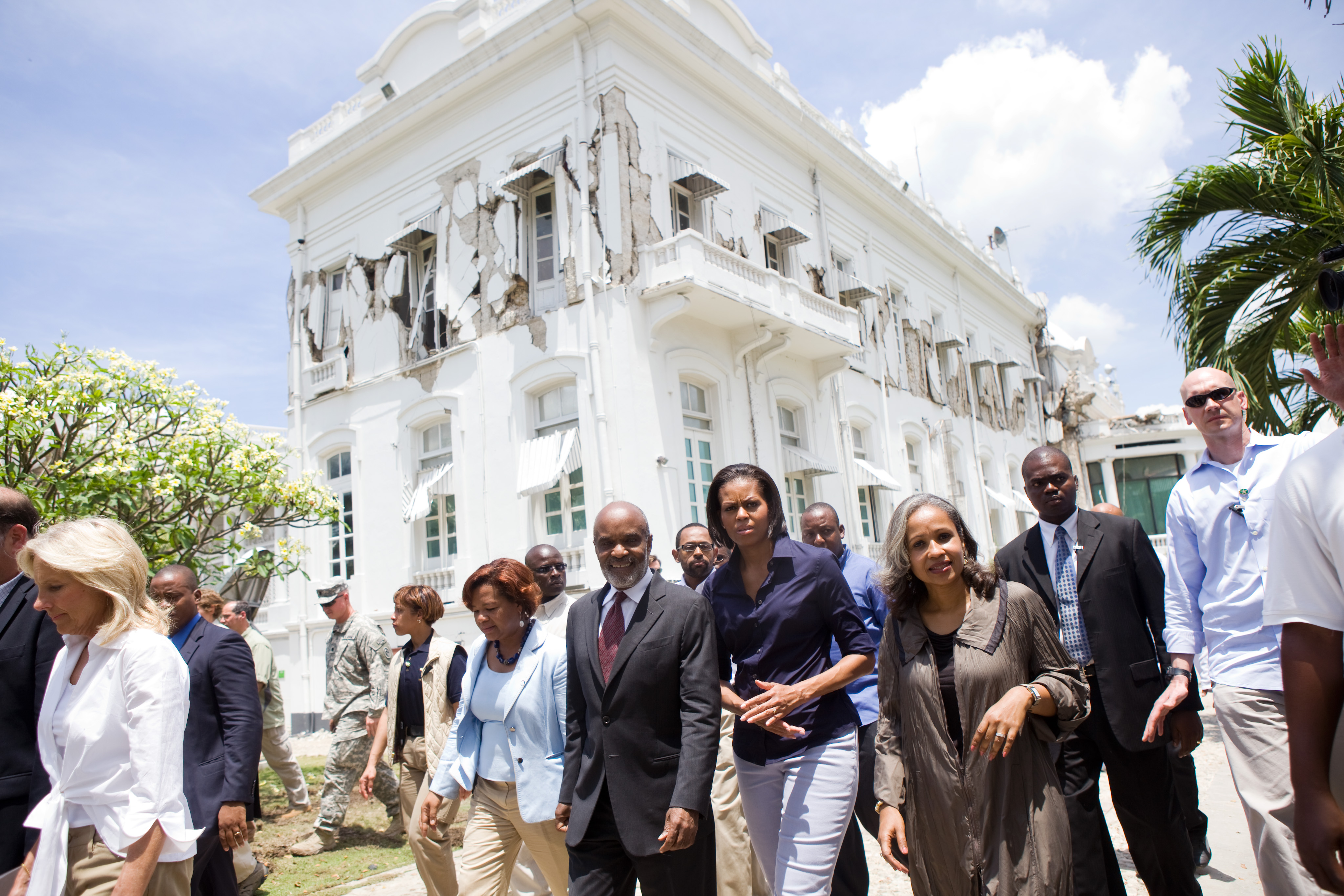
René Préval (à esquerda) e Michelle Obama (ao centro) nas proximidades do Palácio Nacional danificado pelo terremoto em 2010.

Voltou novamente a seu país depois de denunciar o governo militar de fato que se instaurara após a queda de seu governo e depois de conseguir que a comunidade internacional pressionasse a restituição do poder a ele e a Aristide.
Sua popularidade e seus êxitos econômicos levaram-no a ser eleito para um mandato de cinco anos, após ganhar o pleito de 1996 com 88% dos votos. Foi o segundo governo democrático em 200 anos.
[carece de fontes?]
Préval decidiu lançar-se às eleições presidenciais do Haiti em 2006, desta vez fora do partido de Aristide. Conseguiu novamente ser eleito presidente do Haiti, em primeiro turno.